# Аничич, Марин
Марин Аничич (босн. Marin Aničić; род. 17 августа 1989, Мостар, Югославия) — боснийский футболист, защитник.

## Биография
Марин Аничич родился 17 августа 1989 года в хорватской части города Мостар, Югославия. Аничич по происхождению хорват. Марин является воспитанником местного клуба «Зриньски».

### Клубная карьера
Первым профессиональным клубом Марина стал мостарский «Зриньски», за который он дебютировал в ноябре 2007 года в матче Кубка Боснии и Герцеговины против «Славии». Летом 2008 года провёл 4 матча в квалификации Кубка УЕФА, когда сначала «Зриньски» обыграл «Вадуц», а после проиграл португальской «Браге». В сезоне 2008/09 вместе с командой выиграл чемпионат Боснии и Герцеговины. В июле 2009 года вместе с командой сыграл в квалификации Лиги чемпионов, но в первом же раунде «Зриньски» проиграл братиславскому «Словану» (1-4).
В июне 2010 года он подписал контракт с донецким «Металлургом», по схеме 3+2. Однако провёл с командой всего три недели на сборах, сыграл в одном контрольном матче с бразильским клубом «Арапонгас» и вернулся домой. Главный тренер команды болгарин Николай Костов отказался о его услуг
В феврале 2014 года Аничич подписал контракт с казахстанской «Астаной». И стал подряд пятикратным чемпионом Казахстана (2014—2018), обладателем Кубка страны (2016), а также трижды выиграл Суперкубок Казахстана по футболу (2015, 2018, 2019).
1 августа 2019 года 30-летний стоппер перешёл в турецкий клуб «Коньяспор».

### Карьера в сборной
В составе молодёжной сборной Боснии и Герцеговины до 21 года провёл 7 матчей.
25 марта 2016 года Аничич по приглашению главного тренера Мехмеда Баждаревича дебютировал за сборную Боснии и Герцеговины в товарищеском матче с Люксембургом (3:0).

## Достижения
«Зриньски»
- Чемпион Боснии и Герцеговины: 2008/09

«Астана»
- Чемпион Казахстана (5): 2014, 2015, 2016, 2017, 2018
- Обладатель Суперкубка Казахстана (3): 2015, 2018, 2019
- Финалист Суперкубка Казахстана (2): 2016, 2017
- Обладатель Кубка Казахстана: 2016
- Финалист Кубка Казахстана: 2015